# Национальная ассоциация содействия прогрессу цветного населения
Национальная ассоциация содействия прогрессу цветного населения (англ. National Association for the Advancement of Colored People или сокращенно англ. NAACP) — крупная общественная организация США, основанная для защиты прав чёрного населения. В настоящее время является одной из самых старых и влиятельных организаций, борющихся за гражданские права.

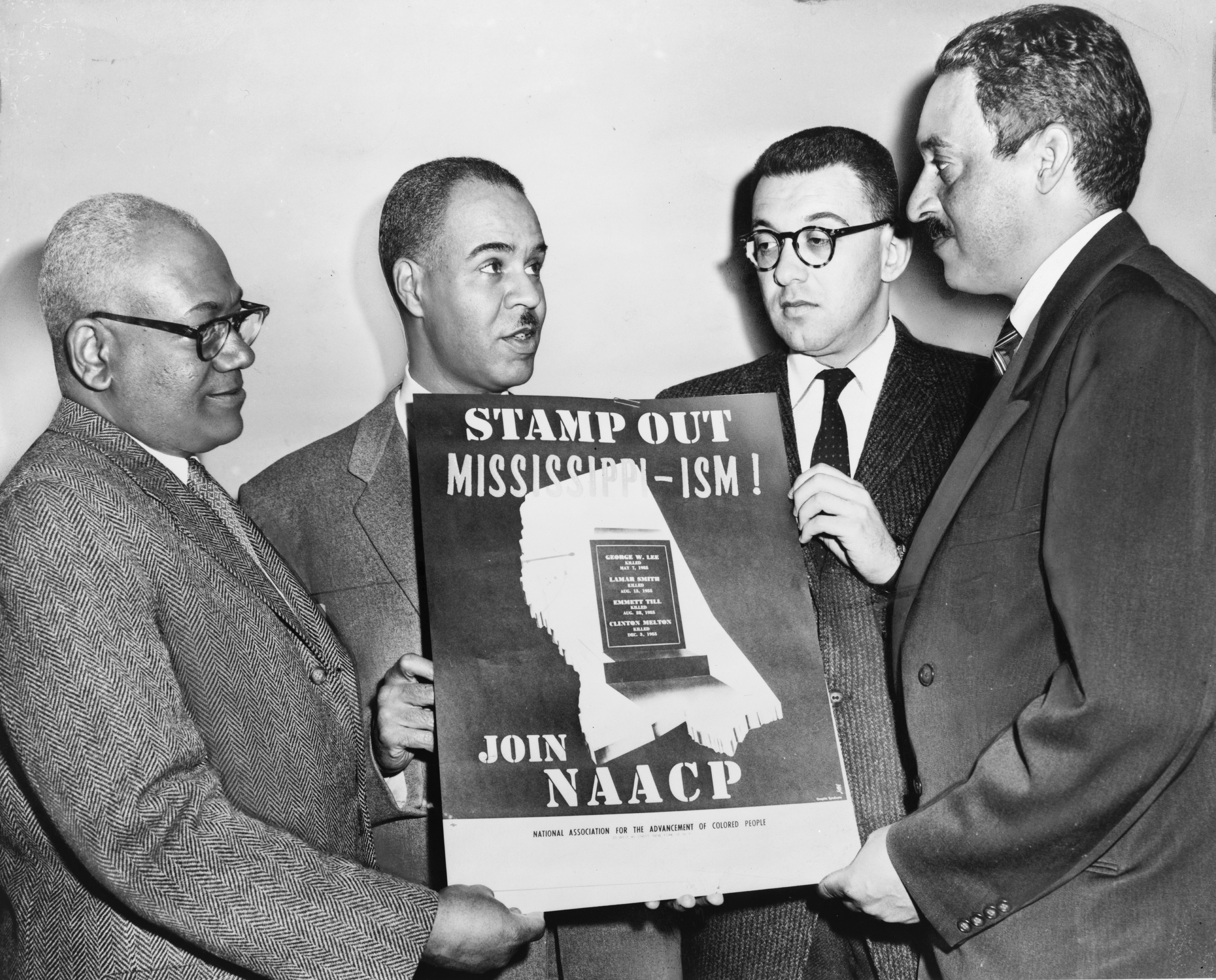
Лидеры NAACP Генри Ли Мун, Уилкинс, Рой, Хилл, Герберт (активист) и Тэргуд Маршалл 1956 году

Национальная ассоциация содействия прогрессу цветного населения была основана 12 февраля 1909 года смешанной группой из белых и чёрных американцев (среди которых был Уильям Дюбуа). Штаб-квартира организации первоначально располагалась в Нью-Йорке, а в настоящее время находится в Балтиморе. Управляет ассоциацией совет директоров из 60 человек. В результате деятельности ассоциации в течение XX века в США были постепенно отменены сегрегация и целый ряд других ограничений прав чёрного населения.

## Премия NAACP
Награды NAACP (англ. NAACP Image Awards) вручаются ежегодно с 1967 года и присуждаются в сферах музыки, кино и телевидения.
Как и другие известные премии, NAACP вручается в различных категориях (общим числом 35), а выбор кандидатов в номинанты определяется голосованием членов жюри.
Церемония обычно проводится в марте и транслируется одним из эфирных телеканалов.

## Медаль Спингарна
С 1915 года ежегодно американцам, имеющим африканское происхождение, за выдающиеся достижения вручается медаль Спингарна.